# Cort Adeler
Cort Sivertsen Adeler; nome de honra de Kurt Sivertsen (Brevik, Noruega, 16 de dezembro de 1622 — Copenhague, 5 de novembro de 1675), conhecido na Dinamarca por Coort Sifvertsen Adelaer, nos Países Baixos por Koert Sievertsen Adelaer e na Itália por Curzio Suffrido Adelborst, foi um navegador norueguês, que prestou grandes serviços à Marinha Real Dano-norueguesa, à Marinha Real Neerlandesa, e também à República de Veneza contra o Império Otomano.

## Carreira naval
Cort Sivertsen nasceu em Brevik, na Noruega, filho de um estivador. Quando tinha quinze anos, ingressou na marinha neerlandesa; em 1639 lutou, sob o comando do tenente-almirante Maarten Tromp, na batalha das Dunas. Em 1642, foi imediato no Grote St. Joris, um navio neerlandês contratado pela frota de Veneza como San Georgio Grande. Sivertsen chamava a si mesmo de Adelborst naquele período, um nome neerlandês que significa "cadete". Em 1645, tornou-se capitão do San Georgio e foi efetivado na frota veneziana. Em 1650, o San Georgio tornou-se navio-almirante e Sivertsen ganhou a flâmula de capitão. Em uma ação contra a frota otomana, em 13 de maio de 1654, perto do estreito de Dardanelos, Adeler rompeu com seu navio uma linha de galés otomanas e afundou quinze delas; no dia seguinte, a guarnição otomana de Tênedos rendeu-se a ele. Por este feito, Adeler foi condecorado em a Ordem de São Marcos, o Senado veneziano recompensou-o com uma pensão vitalícia de 1400 ducados em ouro. Em 1660 foi promovido a vice-almirante.

## Comerciante
Sivertsen manteve, durante este período, estreitas relações com a República das Províncias Unidas, seu filho Sivert foi criado lá. Neste período, mudou seu nome para Adelaer, neerlandês para "Águia". Seu filho Sivert Adelaer serviu como cadete no navio do famoso vice-almirante neerlandês Michiel de Ruyter. Deixou de prestar serviços a Veneza e foi trabalhar, de 1661 até 1663, para uma casa comercial de Amsterdã, com um contrato de fornecimento de suprimentos para o Almirantado de Amsterdã, o maior dos cinco almirantados neerlandeses. Em 1665, por ocasião da Segunda Guerra Anglo-Holandesa, foi-lhe oferecido um posto na Marinha neerlandesa, de vice-almirante, mas ele não aceitou. Após a morte do supremo comandante neerlandês, o tenente-almirante Jacob van Wassenaer Obdam, na Batalha de Lowestoft, Adelaer foi cogitado para esta função, mas voltou a dizer que não tinha interesse nele.

## Operações navais neerlandesas
Em 1663, Adelaer começou a trabalhar como conselheiro da Marinha dinamarquesa, que neste período tinha laços estreitos com a Marinha neerlandesa. Os principais conselheiros militares neerlandeses na Dinamarca, incluindo Frederick Stachouwer e Volckert Schram, foram chamados de volta para a República das Províncias Unidas por causa de suas experiências em desembarque anfíbio, para ser empregado em um desembarque planejado na costa inglesa, que concretizou-se, em 1667, na Batalha de Medway.
Posteriormente, Adelaer foi convidado a entrar para a marinha dinamarquesa, como comandante supremo operacional, para supervisionar a modernização de sua frota. Em 1666, o rei Frederico III da Dinamarca convenceu pessoalmente Adelaer, oferecendo-lhe uma comissão considerável. Enquanto que na Marinha neerlandesa, qualquer plebeu poderia ser nomeado para ocupar posições mais elevadas, na Dinamarca, ainda era obrigatório pertencer à nobreza para ganhar um comando, de modo que Adelaer tornou-se o cavaleiro dinamarquês Coort Sifvertsen Adelaer, para que pudesse ocupar o posto de almirante-general.
Durante o comando de Adelaer, a Marinha foi ampliada com trinta novos navios de linha. Nos anos 1669 e 1670, chefiou uma missão diplomática no sul da Índia, para estabelecer relações comerciais com Coromandel. Adeler juntou uma substancial fortuna em capital privado e propriedades, entre eles, bens em Bratsberg, Dragsholm e Gimsøy, na Noruega.

## Últimos anos
Adelaer era amigo pessoal do novo comandante supremo neerlandês, tenente-almirante Michiel de Ruyter, que também tinha sido feito cavaleiro na Dinamarca, por sua vitória sobre a Suécia em 1659. Uma grande parte da sua correspondência em neerlandês chegou até os nossos dias. Em 1675, a Dinamarca aliou-se aos neerlandeses na Guerra Franco-Holandesa; a Suécia, em seguida, declarou guerra. Adelaer comandou uma única pequena ação contra a frota sueca - a única vez que ele realmente lutou a serviço da Dinamarca - mas, durante uma epidemia que assolou a Escandinávia, Adelaer morreu, depois de muitas semanas de sofrimento, em 5 de novembro de 1675, em Copenhague. Foi substituído, como comandante supremo, em 8 de maio de 1676, pelo almirante neerlandês, Cornelis Tromp.

## Vida pessoal
Adelaer casou em 1646, em Hoorn (Países Baixos), com Angélica Sophronia (morreu antes de 1661) e pela segunda vez em 1662, em Amsterdã, com Anna Pelt (1640-1692).
Foi pai de Sivert Adeler (1647-1683) e de Frederik Christian Adeler (1668-1726). Os descendentes de Cort Adeler tornaram-se membros de uma família nobre da Dinamarca, quando o almirante Cort Adeler ganhou uma posição na nobreza em 7 de fevereiro de 1666. O filho mais velho de Cort Adeler, Sivert Cortsen Adeler, foi oficial da Marinha dinamarquesa. Seu filho mais novo, Frederik Christian von Adeler, foi conselheiro e prefeito dinamarquês na diocese da Zelândia. Os membros da família têm sido associados com um número de propriedades da Dinamarca, incluindo o Ulstrup Slot.

## Legado
Durante o período do nacionalismo romântico, no século XIX, Adelaer ganhou importância de herói naval da Noruega, em grande parte devido ter sido citado em um romance pelo escritor romântico dinamarquês Bernhard Severin Ingemann.

## Outras fontes
- Holck, Preben Cort Adeler (Copenhague: 1934)
- Bruun, Christian  Curt Sivertsen Adelaer  (Copenhague: 1871)
- Aas, L. Cort Adeler. Den norske sjøhelt (Oslo, 1943)